# Diócesis de Yizhou
La diócesis de Yizhou o de Ichow (en latín: Dioecesis Iceuvensis y en chino: 天主教沂州教区) es una circunscripción eclesiástica de la Iglesia católica en China. Se trata de una diócesis latina, sufragánea de la arquidiócesis de Jinan. Desde el 27 de julio de 1997 su obispo es John Fang Xing-yao, aunque para el Anuario Pontificio está vacante desde el 15 de noviembre de 1970. La Asociación Patriótica Católica China la renombró diócesis de Linyi en junio de 1981, sin asentimiento de la Santa Sede.

## Territorio y organización
La diócesis tiene 18 000 km² y extiende su jurisdicción sobre los fieles católicos de rito latino residentes en parte de la provincia de Shandong.
La sede de la diócesis se encuentra en la ciudad prefectura de Linyi, en donde se halla la Catedral de Nuestra Señora de la Asunción.
En 1950 en la diócesis existían 13 parroquias.

## Historia
El vicariato apostólico de Yizhou (Ichow) fue erigido el 1 de julio de 1937 con la bula Quo maiores del papa Pío XI, obteniendo el territorio del vicariato apostólico de Qingdao (hoy diócesis de Qingdao).
Del 9 de marzo al 21 de abril de 1938 Linyi rechazó el ataque del ejército de Japón y luego quedó en manos comunistas.
El 11 de abril de 1946 el vicariato apostólico fue elevado a diócesis (de Yizhou o Ichow) con la bula Quotidie Nos del papa Pío XII.
El Partido Comunista de China capturó Linyi, se impuso en la guerra civil y proclamó la República Popular China el 1 de octubre de 1949. El 4 de septiembre de 1951 China comunista expulsó al nuncio apostólico Antonio Riberi y la Santa Sede continuó reconociendo a la República de China en Taiwán como el legítimo gobierno chino. Todos los misioneros extranjeros fueron expulsados de China comunista en 1952, entre ellos el obispo Karl Christian Weber.
La Asociación Patriótica Católica China fue creada con el apoyo de la Oficina de Asuntos Religiosos de la República Popular de China en 1957, con el objetivo de controlar las actividades de los católicos en China. Su nombre público es Iglesia católica china y es referida como la "Iglesia oficial" en contraposición a la "Iglesia subterránea" o "Iglesia clandestina" leal a la Santa Sede.
En el período de 1966 a 1976 la Revolución Cultural se ensañó especialmente contra la religión, destruyéndose numerosas iglesias y cesaron todas las actividades religiosas en la diócesis. La diócesis reasumió sus actividades en la década de 1980.
La Asociación Patriótica Católica China la renombró diócesis de Linyi en junio de 1981, sin asentimiento de la Santa Sede.
Desde 1997 Johan Fang Xinyao es el obispo "oficial" de la diócesis, que parece ser también reconocido por la Santa Sede.
El 22 de septiembre de 2018 se firmó en Pekín el Acuerdo provisional entre la Santa Sede y la República Popular de China sobre el nombramiento de los obispos. El 22 de octubre de 2020 el acuerdo fue prorrogado por otros dos años y en octubre de 2022 por otros dos años más. La oficialización de Jin Yangke como obispo de Ningbo (en el marco del acuerdo de 2018 entre China y la Santa Sede) llegó el 18 de agosto de 2020.
Debido a la situación particular de la Iglesia católica en China, la Santa Sede no nombra obispos para las diócesis chinas, que son sedes oficialmente vacantes incluso en presencia de obispos reconocidos por Roma.

## Estadísticas
Según el Anuario Pontificio 2002 la diócesis tenía a fines de 1950 un total de 60 000 fieles bautizados.
| Año                                                                             | Población            | Población | Población      | Sacerdotes | Sacerdotes    | Sacerdotes    | Bautizados por sacerdote | Diáconos permanentes | Religiosos | Religiosos | Parroquias |
| Año                                                                             | Bautizados católicos | Total     | % de católicos | Total      | Clero secular | Clero regular | Bautizados por sacerdote | Diáconos permanentes | Varones    | Mujeres    | Parroquias |
| ------------------------------------------------------------------------------- | -------------------- | --------- | -------------- | ---------- | ------------- | ------------- | ------------------------ | -------------------- | ---------- | ---------- | ---------- |
| 1950                                                                            | 20 545               | 3 600 000 | 0.6            | 25         | 3             | 22            | 821                      |                      |            | 45         | 13         |
| Fuente: Catholic-Hierarchy, que a su vez toma los datos del Anuario Pontificio. |                      |           |                |            |               |               |                          |                      |            |            |            |

## Episcopologio
- Karl Christian Weber, S.V.D. † (2 de diciembre de 1937-15 de noviembre de 1970 falleció)
  - Sede vacante
  - John Fang Xing-yao, consagrado el 27 de julio de 1997